# Pomnik Marcina Kasprzaka w Warszawie
Pomnik Marcina Kasprzaka w Warszawie – pomnik upamiętniający działacza ruchu socjalistycznego Marcina Kasprzaka. Znajduje się przy ulicy Marcina Kasprzaka 18/20, przed budynkiem dawnych Zakładów Radiowych jego imienia. 
Monument autorstwa Edmunda Matuszka został odsłonięty w 1975. Ma formę wykonanego z brązu popiersia umieszczonego na granitowym cokole. Na cokole umieszczony jest napis Marcin Kasprzak 1860–1905.